# Arie de Jong
Arie de Jong (ˈaːri dəˈjɔŋ; Batavia, 18 ottobre 1865 – Putten, 12 ottobre 1957) è stato un linguista, medico e glottoteta olandese.
Riformatore della lingua artificiale volapük, creata da Johann Martin Schleyer, contribuì a far guadagnare nuova forza al movimento volapük nei Paesi Bassi.
Non si limitò solamente a revisionare il volapük, ma diede anche vita (insieme ad altri volapükisti contemporanei) al Volapükaklub Valemik Nedänik ("Club del Volapük Universale Olandese") e fondò i Diläd valemik Feda Volapükaklubas. Fu inoltre fondatore ed editore del Volapükagased pro Nedänapükans, un giornale indipendente in volapük pubblicato dal 1932 al 1963. Scrisse la Gramat Volapüka, una grammatica della lingua completamente in volapük, e un dizionario tedesco-volapük, il Wörterbuch der Weltsprache (Dizionario della Lingua Mondiale). Tradusse inoltre il Nuovo Testamento in volapük dal greco, insieme a molti altri testi letterari. Arie de Jong è equanimemente riconosciuto il più importante volapükista di una nuova era della storia di questa lingua.

## Biografia

### Primi anni e carriera medica
Arie de Jong nacque il 18 ottobre 1865 a Batavia, la moderna Giacarta, nelle allora Indie Orientali Olandesi. Nel 1873 la sua famiglia si trasferì a Leida, nei Paesi Bassi, dove fu studente alla scuola di grammatica (1873-1883) e studiò medicina (1883-1891) presso l'Università di Leida. Nel febbraio 1891 ricevette il suo dottorato di diploma; in marzo divenne un ufficiale medico militare (dislocato nell'India orientale); subito dopo, l'8 settembre, divenne un medico universitario a Friburgo in Brisgovia grazie alla sua dissertazione Über Diuretin ("A proposito della diuresi").
Il 18 febbraio 1892 de Jong sposò Maria Elisabeth Wilhelmina Clarkson a Ginneken, e il 22 marzo, ad appena un mese dalle nozze, la coppia salpò per mare a bordo della nave Princess Sophie, alla volta delle Indie Orientali Olandesi. Maria, tuttavia, il primo di aprile morì a bordo della nave sul Mar Rosso. Novanta giorni dopo, Arie raggiunse la città di Batavia da solo, e il 25, decise di partire per lavoro alla volta di Makassar.
Nel 1893, venne riassegnato a Bonthain (ora Bantaeng nel Sulawesi Meridionale); nel 1896 a Padang e ad Atjeh; nel 1898 a Sintang, dove si sposò per la seconda volta con Elise Marie Wilhelmine Gerardine Chavannes. Nel 1900, divenne un ufficiale medico di prima classe; nel 1902, venne nuovamente riassegnato, prima a Semarang e poi a Oengarang; nel 1904 ritornò a Semarang. A quel punto aveva già perso i suoi due figli: Marie Eugène, che nacque nel 1900 e morì l'anno seguente, e un altro bambino che nacque morto.
Il 1904 fu per lui un anno sabbatico, che trascorse in Europa. Ritornato nelle Indie Orientali nel 1905, venne inviato a Pelantoengan, nel 1908 a Djokjakarta, e nel 1911 a Magelang, dove in otto anni sarebbe diventato un ufficiale medico di seconda classe. Nel 1912 venne riassegnato a Bandjermasin; l'anno successivo trascorse nove mesi di riposo in Europa. Quando tornò nelle Indie Orientali, vende inviato a Surabaya dove, alla fine del 1914 divenne un ufficiale medico di prima classe d'alto rango. Nel 1915 venne inviato a Malano, dove morì la sua seconda moglie, Elise Marie.
In quel periodo le Indie Orientali Olandesi avevano ancora molto bisogno di essere organizzate e migliorate. Arie de Jong ebbe un ruolo importante in quegli anni nella lotta contro molte malattie tropicali, considerando che nuovi trattamenti e metodi precedentemente negati fecero la loro comparsa solo alla fine del secolo. Aiutò i lebbrosi migliorando le loro condizioni di vita, facendo in modo che potessero utilizzare semplici strumenti e rendendo possibile per loro svolgere semplici lavori; in quel periodo, questo genere di azioni non erano molto popolari.
Dopo la morte di sua moglie nel 1919, Arie de Jong ritornò nei Paesi Bassi. L'anno successivo, all'età di 54 anni, si trasferì all'Aja. Nel 1921 si sposò per la terza volta con Louise van Dissel, da cui ebbe tre figli: Louisa Cornelia (nata nel 1922), Arie de Jong, Jr. (1924), e Gÿsbertus Hendrienus (1926).

### Adesione al movimento volapük
Durante i suoi studi a Leida, de Jong venne a contatto con il volapük ed iniziò a studiarlo. Il 20 marzo 1891 (una settimana dopo essere diventato ufficiale medico), all'età di 25 anni, ricevette il suo diploma da insegnante di volapük, e dieci mesi dopo, il suo diploma d'istruttore di volapük. Dopo solo un anno, nel maggio 1893, divenne un professore di volapük, per cui, l'anno successivo, venne segnalato sul giornale Nuns blefik se Volapükavol ("Notizie Brevi nel Mondo del Volapük").
Durante la sua permanenza nelle Indie Orientali, l'interesse di de Jong per il volapük non venne mai meno, com'è possibile riscontrare nella sua corrispondenza con vari volapükisti e giornali in volapük. Il 5 giugno 1901 divenne un membro dell'Accademia del Volapük e nel 1930 ricevette il ruolo di cifal, guida dell'intero movimento del volapük.